# 岩間利香
岩間 利香（いわま　りか、1970年3月14日 - ）は、神奈川県出身の女子レスリング選手である。階級は70kg級。身長170cm。

## 来歴
女子レスリング重量級の黎明期を代表する選手の1人。東京にある代々木クラブ所属の選手として、1987年に初開催された女子の全日本選手権70kg級で優勝して初代チャンピオンとなった。ノルウェーのオスロで初開催となった世界選手権にも出場するが、決勝でフランスの選手に敗れて2位にとどまった。1988年の全日本選手権では階級を65kg級に下げて優勝した。1989年には再び階級を70kg級に上げて全日本選手権で優勝するも、世界選手権では3位に終わった。1990年の全日本選手権では全試合フォール勝ちの圧勝で優勝すると、世界選手権でも優勝を飾った。1991年の全日本選手権では決勝で浦野弥生に敗れて、地元の東京で開催される世界選手権代表の座を逃すことになり、それがきっかけで引退を決意することになった。

## 主な戦績
- 1987年 -　全日本選手権　優勝
- 1987年 -　世界選手権　2位
- 1988年 -　全日本選手権（65kg級） 優勝
- 1989年 -　全日本女子オープン　優勝
- 1989年 -　全日本選手権　優勝
- 1989年 -　世界選手権　3位
- 1990年 -　全日本選手権　優勝
- 1990年 -　世界選手権　優勝
- 1991年 -　全日本選手権　2位